# 바덴바이빈

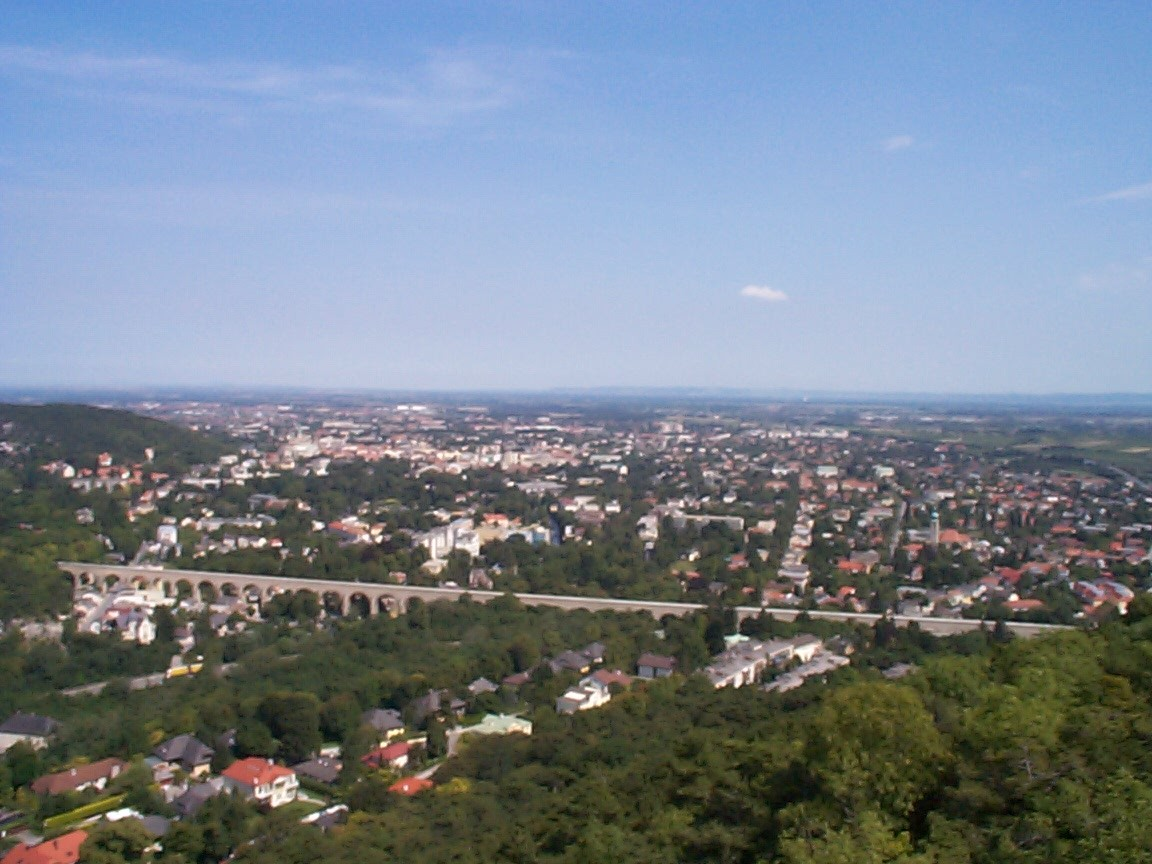
바덴바이빈

바덴바이빈(독일어: Baden bei Wien)은 오스트리아 니더외스터라이히주에 위치한 도시로, 면적은 26.89km2, 높이는 230m, 인구는 25,142명(2012년 기준), 인구 밀도는 930명/km2이다. 빈에서 남쪽으로 26km 정도 떨어진 곳에 위치하며 도시 이름은 독일어로 "빈 근처에 있는 바덴"을 뜻한다. 빈의 숲 동쪽 기슭에 위치하고 있고 요양 시설로 유명한 도시이다.

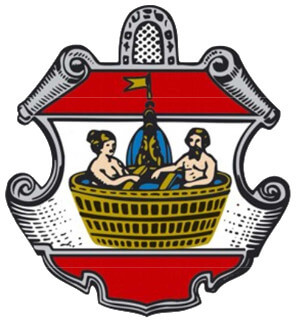
시 문장

## 인구
| 연도 | 인구   | ±%    |
| ---- | ------ | ----- |
| 1971 | 22,727 | —     |
| 1981 | 23,140 | +1.8% |
| 1991 | 23,488 | +1.5% |
| 2001 | 24,518 | +4.4% |
| 2006 | 25,212 | +2.8% |
| 2010 | 25,136 | −0.3% |
| 2014 | 25,229 | +0.4% |